# Malichus II.

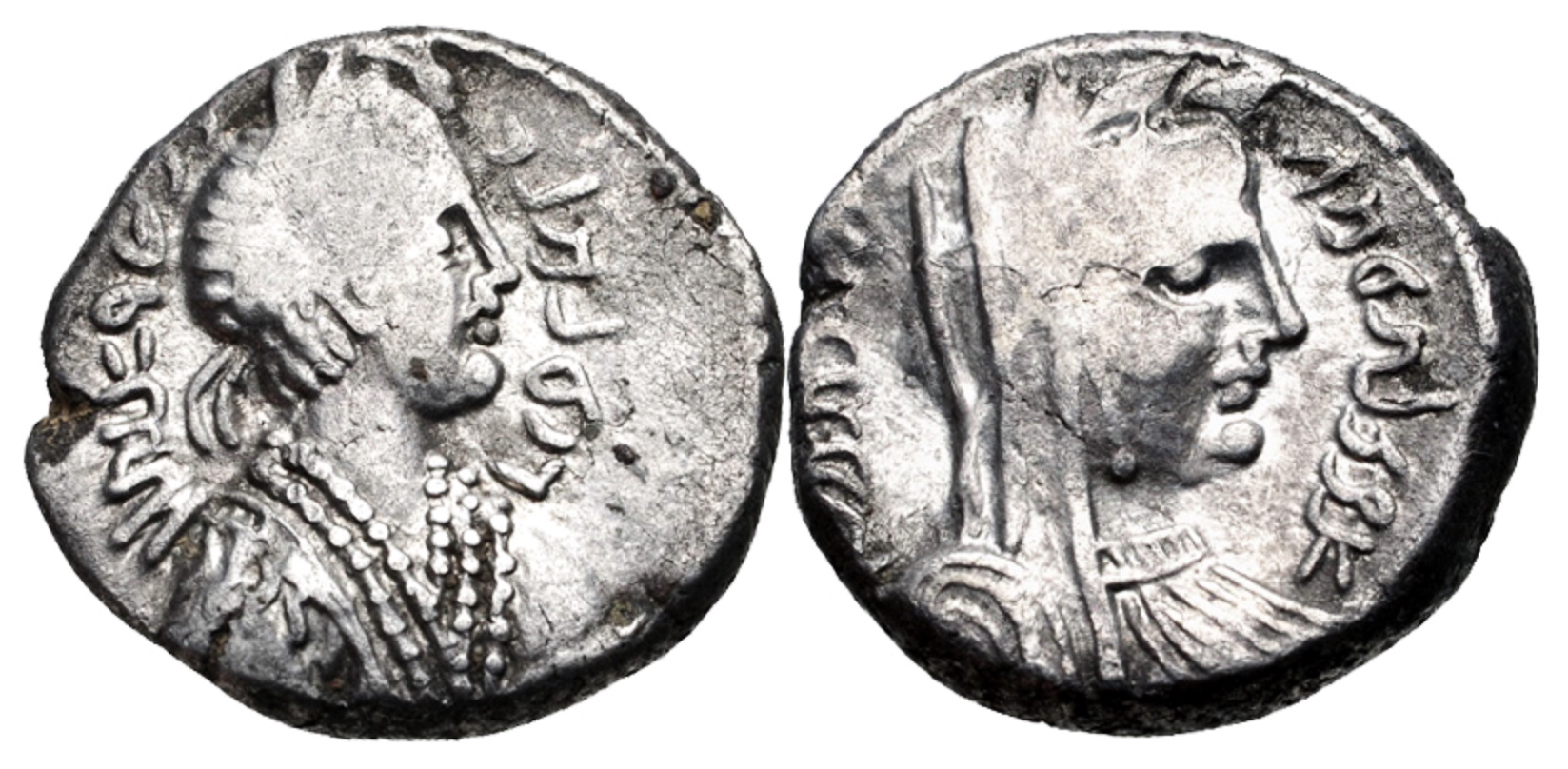
Münze mit Malichus II und seiner Frau

Malichus II. (Maliku, Malichos, Malchos, auch Manichu) war König der Nabatäer von 40 bis 70 n. Chr. Er war vermutlich der älteste Sohn und Nachfolger von Aretas IV. und seiner Frau Šagīlat.
Malichus wird in literarischen Quellen kaum erwähnt, so dass über seine Herrschaft wenig bekannt ist. Ihm lassen sich aber einige aufgefundene Münzen und Inschriften zuordnen.
Wenn Malichus, wie vermutet, der älteste Sohn des Aretas IV. war, dann war er bei seinem eigenen Amtsantritt mindestens 53 Jahre alt und erreichte damit ein für diese Zeit ungewöhnlich hohes Alter von über 80 Jahren. Er besaß wohl mehrere Ehefrauen, von denen eine namens Šagīlat vermutlich zudem seine Schwester war. Es wird angenommen, dass seine Regierungszeit mit einem Rückgang von Macht und Einfluss des Nabatäerreiches zusammenfiel. Aufgrund neuer alternativer Handelsrouten gingen wohl die Einnahmen aus den vom Reich kontrollierten Handelsrouten zurück; zudem verlor Malichus die Kontrolle über Damaskus. Für Malichus sind drei Töchter (Ša‘ūdat, Gāmilat, Hāgiru) und ein Sohn (Rabbel II.) bezeugt. Nach seinem Tod 70 n. Chr. übernahm zunächst seine Frau Šagīlat für einige Jahre die Regierung als Regentin für ihren minderjährigen Sohn. Dieser war dann der letzte Herrscher der Nabatäer, und als er 106 n. Chr. starb, wurde das Nabatäerreich zu einer römischen Provinz.
Der römisch-jüdische Historiker Flavius Josephus berichtet, dass Malichus 67 n. Chr. eine Kavallerie-Einheit von 1000 Reitern und eine Infanterie-Einheit von 5000 Fußsoldaten entsandte, um Vespasian und Titus im großen Jüdischen Krieg zu unterstützen.